# Gyokuro

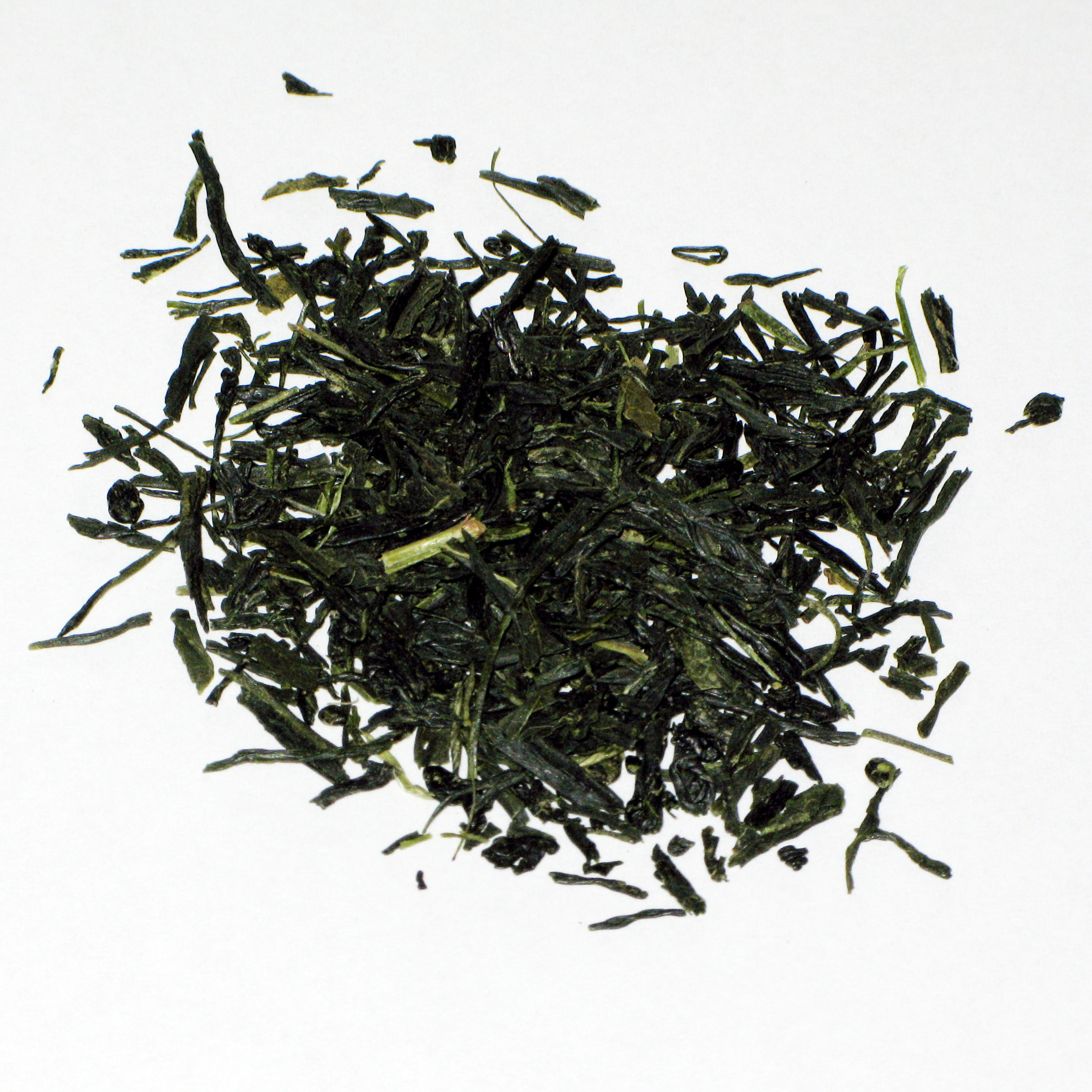
Gyokuro

Gyokuro (Japans: 玉露, gyokuro)  is een Japanse groene thee.
Gyokuro-thee wordt geoogst van de theeplant Camellia sinensis 'Yabukita'. Deze Japanse cultivar heeft kleine bladeren die groene thee opleveren met een opvallend zoete smaak. Deze is aangeplant in Japanse theestreken, voornamelijk rond Kyoto.
De vertaling van het Japanse 'gyokuro' is juweeldauw, pareldauw of smaragddauw, wat betrekking heeft op de diepsmaragdgroene kleur van het uiteindelijke extract. De edelstenen in de naam verwijzen ook naar gyokuro als de exclusieve thee van de Japanse keizer en zijn familie.
Gyokuro is de duurste Japanse thee en wordt door theekenners beschouwd als een zeer goede, gezonde en zeer lekkere groene thee. In Nederland en België wordt gyokuro verkocht vanaf 200 euro per kilo.

## Teelt
Gyokuro is slechts eenmaal per jaar te oogsten. Na een zorgvuldig groei- en snoeiproces worden de 'Yabukita'-theeplanten enkele weken voor de oogst, wanneer de eerste knoppen op de plant verschijnen, afgedekt met speciale matten die de plant afschermen van zonlicht. De afscherming onderdrukt de ontwikkeling van polyfenolen die als antioxidant in planten voorkomen. Hierdoor bevatten de nieuwe groeischeuten niet de gebruikelijke bitterstoffen en ontstaat er een kenmerkende zoete smaak. 
Na enkele weken te zijn afgeschermd van zonlicht worden de bladeren geplukt, gestoomd en opgerold, waarna ze in tweede instantie tot dunne naalden worden gerold en worden gedroogd. In tegenstelling tot zwarte thee wordt groene thee niet (of weinig) geoxideerd.

## Gyokuro-thee
Gyokuro is een groene thee en wordt los verkocht. De smaak van gyokuro-thee is zoet, sterk en vol van smaak. De afdronk is niet erg droog. De smaak van gyokuro-thee ontwikkelt zich alleen goed als de instructies voor het zetten nauwgezet worden opgevolgd.
De waterkwaliteit is van groot belang, omdat dit de smaak merkbaar kan beïnvloeden. Bronwater geeft een betere smaak dan bij gebruik van water met toegevoegde mineralen of van mineraalwater. De ideale extractietemperatuur van het water is bij gyokuro tussen de 50 en 60 graden Celsius. 
Kenmerkend voor deze thee zijn de geurige, broze, donkere naalden, die zich tijdens het zetten volledig tot bladeren ontvouwen, wat bij het gebruik van een thee-ei wordt belemmerd. De bladeren mogen tijdens het trekken niet worden verstoord of geroerd. Na drie minuten trekken is de Gyokuro-thee klaar. Suiker wordt vanwege de smaak niet toegevoegd. 